# Eremaeozetes costulatus
Eremaeozetes costulatus är en kvalsterart som beskrevs av Sandór Mahunka 1977. Eremaeozetes costulatus ingår i släktet Eremaeozetes och familjen Eremaeozetidae. Inga underarter finns listade i Catalogue of Life.